# エドヒガン
エドヒガン（江戸彼岸、学名：Cerasus itosakura var. itosakura f. ascendens（標準）、Cerasus itosakura（広義））は、バラ科サクラ属のサクラ。山地に生える落葉高木。日本に自生する10もしくは11種あるサクラ属の基本野生種の一つ。別名、アズマヒガン、ウバヒガン。

## 名称
標準和名はエドヒガンで、別名でアズマヒガンやウバヒガンともよばれている。和名の由来は、「エド」や「アズマ」は東国を意味し、関東地方のヒガンザクラ（彼岸桜）の意味である。「ウバ」は葉が芽生える前に花が咲く様子を、歯のない老婆（姥）に例えたものである。その他、エドヒガンから誕生した栽培品種の特性から、ヒガンザクラ、アズマザクラ、タチザクラ、イトザクラ、シダレザクラの別名もある。
春の彼岸ごろに花を咲かせることからヒガンザクラ（彼岸桜）、葉より先に花を咲かせることから「葉（歯）がない」との言葉遊びからウバザクラ（姥桜）の通称もあるが、マメザクラと本種の種間雑種であるコヒガンの通称もヒガンザクラ（彼岸桜）で、別の野生種のカンヒザクラをヒカンザクラ（緋寒桜）と呼ぶこともあるため、それぞれの混同に注意が必要である。

## 分布
日本の本州の青森県（野辺地町）から、四国、九州の鹿児島県（湧水町）までの広い範囲の冷温帯と、韓国最南部の済州島に分布する。日本では広範囲に自生するが、石川県と千葉県のように自生集団が確認されていない地域もある。山の急斜面にも生育が可能であり、明るい場所に先駆的に進出し他の樹木の被圧により短期間で消えることを繰り返す他の野生種のサクラとは異なる生き方をしていると考えられている。
観賞用にもよく植えられ、寺社などに多く見られる。

## 特徴
落葉広葉樹の高木で、樹高はふつう12 - 20メートル (m) ほど、高いものでは30 mを超えるものもあり、樹形は傘状になる。樹皮は暗褐色で、サクラ類としてはめずらしく縦に裂けるのが特徴である。一年枝は細く、淡灰褐色で皮目があり、無毛であるが、やや軟毛が残ることもある。葉は濃緑色で、側脈が多い。
花期は3 - 4月。萼筒の基部が膨らみ、萼や葉に毛が多いのも特徴である。葉が出る前に5弁花を咲かせ、花の直径は約30ミリメートル、一重咲きの小輪の花を咲かせ花色は淡紅色でまれに白色がある。葉は互生し、葉身は楕円形で長辺が5 - 12 cm。花柱基部、花柄、葉柄などに毛が多く、がく筒が丸く膨らむつぼ形である。東京での花期は名前の通り春の彼岸ごろの3月中旬でソメイヨシノより早い。葉が展開するより先に大量の小輪の花が咲くため見栄えが華やかであることが特徴であり、この大量の花が葉が展開するより先に咲く特徴がソメイヨシノやシダレザクラやヤエベニシダレに受け継がれている。果期は6月。
冬芽は長卵形で濃褐色をした鱗芽で、9 - 10枚の芽鱗に包まれており灰色の毛がある。花芽は葉芽よりも太い。枝に先に頂芽がつき、側芽が枝に互生する。葉痕は半円形で、維管束痕が3個つく。
また、サクラの中では巨樹になるものがあるのも特徴で、長寿な巨樹の一本桜が多く、一例として樹齢2000年超の神代桜（山梨県）、樹齢1500年超の淡墨桜（岐阜県）、樹齢1000年の樽見の大ザクラ（兵庫県）、醍醐桜（岡山県）、樹齢300年越の石割桜（岩手県）などが有名である。またエドヒガンの栽培品種のベニシダレである樹齢1000年超の三春滝桜（福島県）、エドヒガンとヤマザクラの種間雑種のカバザクラである樹齢800年の石戸蒲ザクラ（埼玉県）も、エドヒガンの長寿の特性を受け継いでいると考えられている。エドヒガンは長寿な分、発芽してから花が咲くまでに時間がかかり、樹高が10m程度に育って初めて花をつけ、場合によっては発芽から開花までに数十年かかる場合もある。

樹齢2000年ともいわれる神代桜
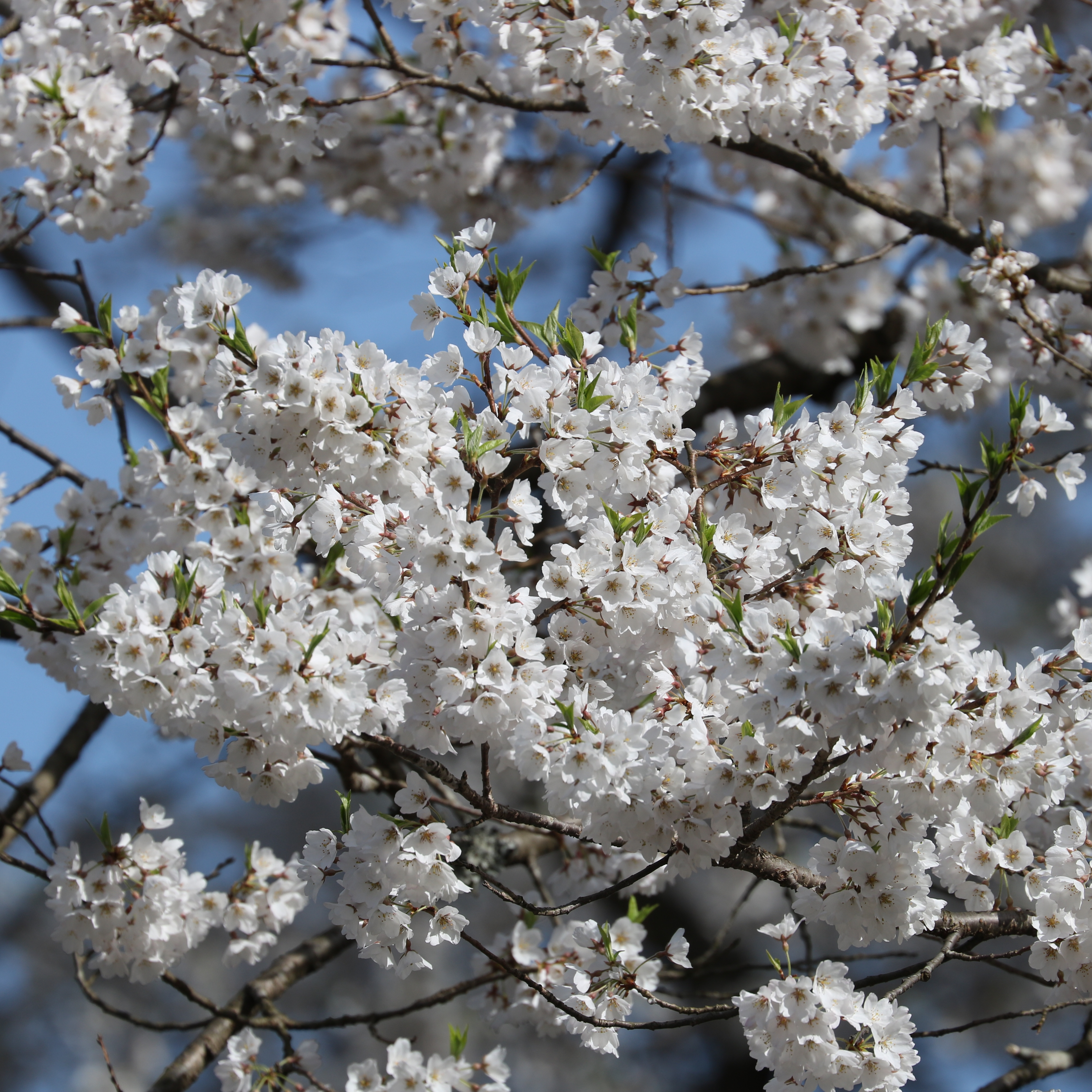
樹齢1500年ともいわれる淡墨桜の花
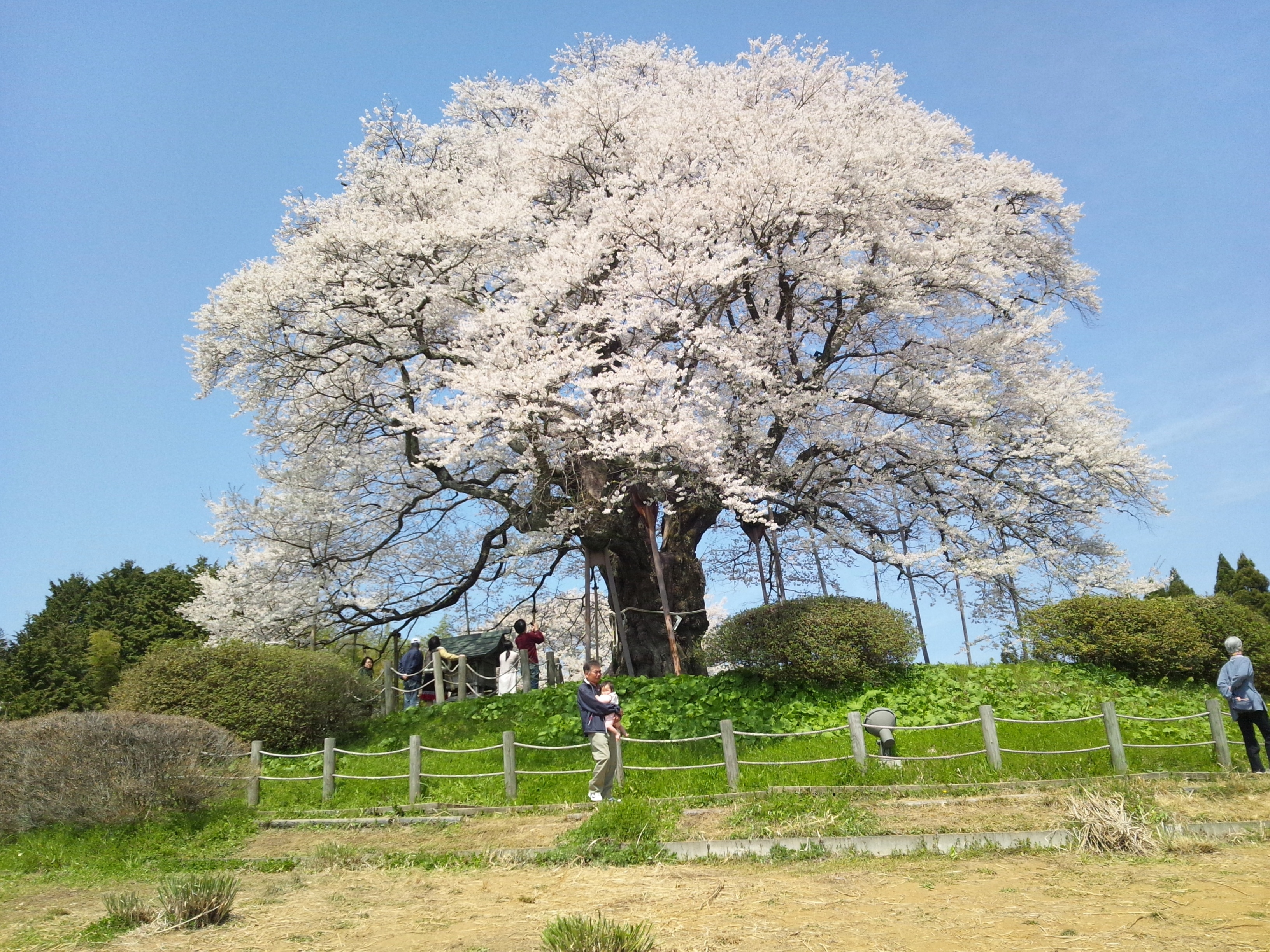
樹齢1000年ともいわれる醍醐桜
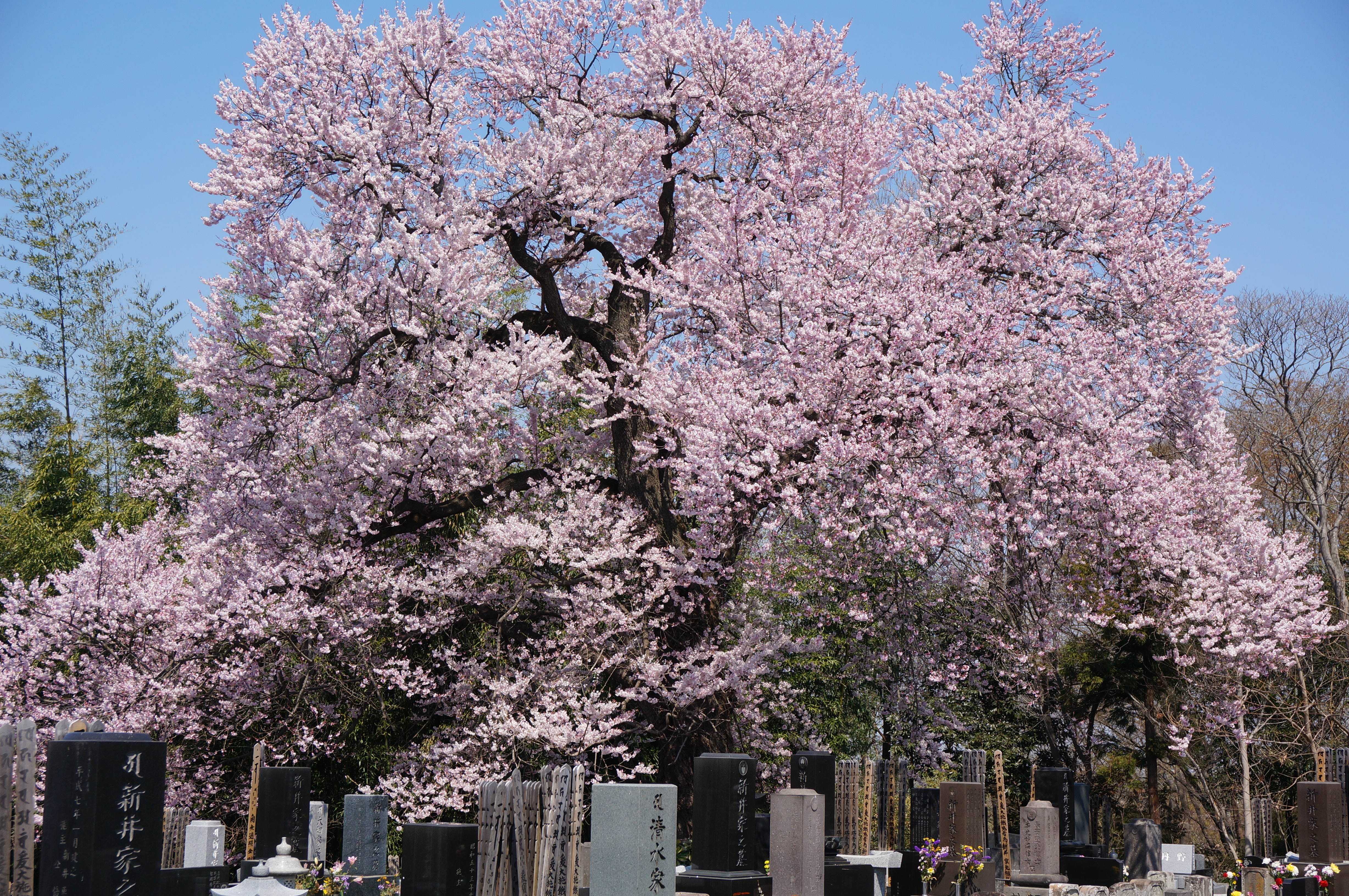
北本市 阿弥陀堂の樹齢約200年のエドヒガン
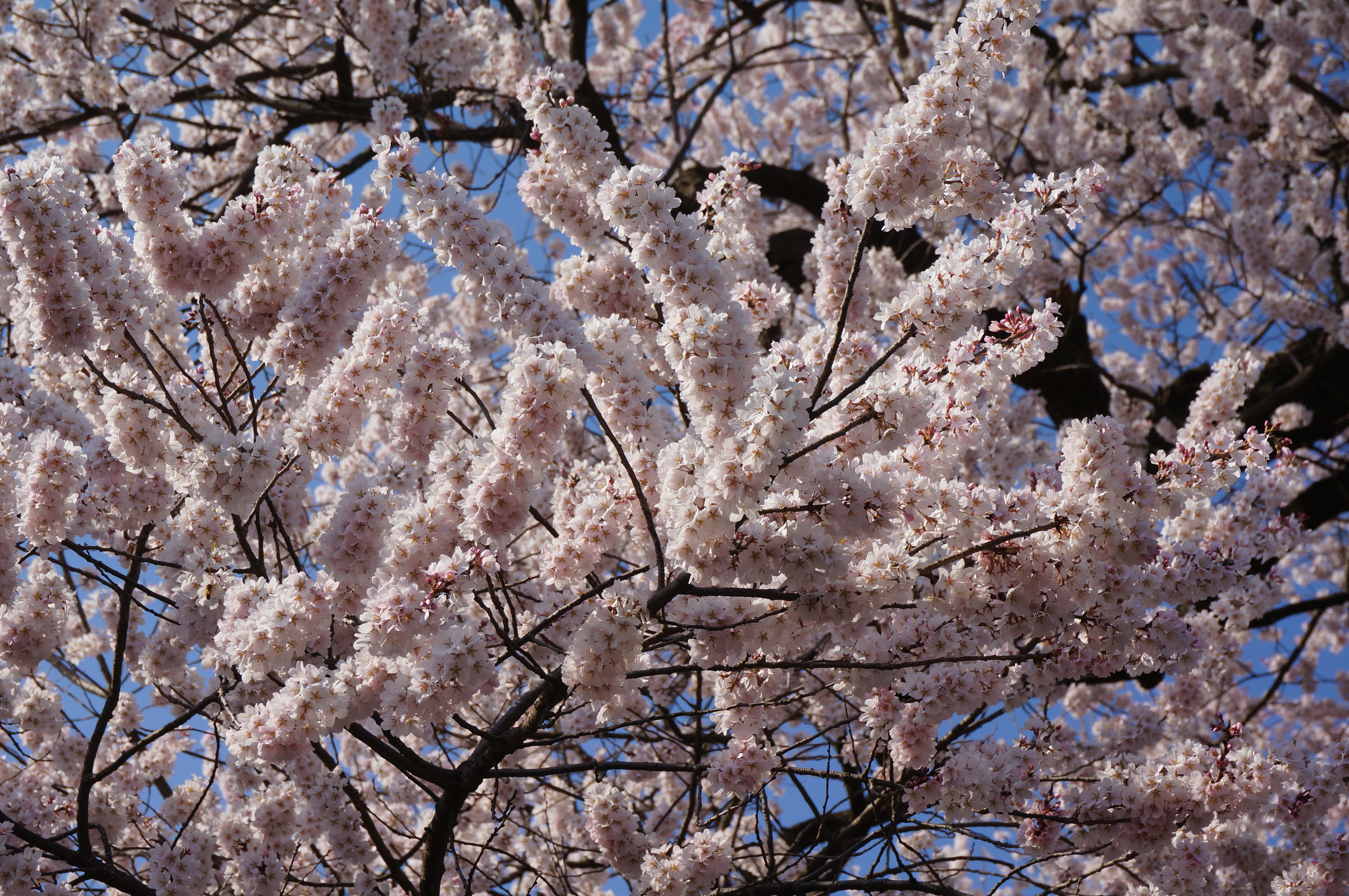
（同左）

## エドヒガン群
エドヒガンに類する品種の桜の総称。萼（がく）の下部に球状のふくらみがあるのが特徴。枝垂桜のように枝をたらす品種も多く作られている。この群に属しているCerasus × yedoensisと学名表記される本種とオオシマザクラの種間雑種のソメイヨシノは極めて花見に適した特性を持った栽培品種であるため、ソメイヨシノから作られた栽培品種も多い。またCerasus × subhirtellaと学名表記されるマメザクラとエドヒガンの種間雑種はコヒガン系とも呼ばれ、多くの栽培品種が作出されている。コヒガン系にはコヒガン、シキザクラ、ジュウガツザクラ、オモイガワ、クマガイ、ウジョウシダレ、コシノヒガン（タカトオコヒガン）などがあり、それらの多くは大木にならない特徴がある。
ここではその一部を上げる。

### 野生種
基本種
- エドヒガン（江戸彼岸・立彼岸・東彼岸・婆彼岸）

種間雑種
- モチヅキザクラ（望月桜）- ヤマザクラとの種間雑種
- ヤマモチヅキザクラ（山望月桜）- ヤマザクラとの種間雑種
- コヒガン（小彼岸）- マメザクラとの種間雑種。ジュウガツザクラやコシノヒガンなど多くの栽培品種がある。

### 園芸品種
- アマギヨシノ（天城吉野） - ソメイヨシノの交配実験中に生まれた品種。
- アメリカ（旧名：曙） - Cerasus ×yedoensis ‘Akebono’- 北米に送られたソメイヨシノの実生から生まれた品種で、ソメイヨシノに比べ花が大きい。
- イズヨシノ（伊豆吉野） - ソメイヨシノの交配実験中に生まれた品種。
- ウジョウシダレ（雨情枝垂）
- ウスゲオオシマ（薄毛大島）
- オオクサイザクラ（オオクサエザクラ）
- オモイガワ（思川）
- カッテザクラ（勝手桜）
- カバザクラ（樺桜）
- カミヤマシダレザクラ（神山枝垂桜）
- クマガイ（熊谷）
- クラマザクラ（鞍馬桜）
- コシノヒガンザクラ（越の彼岸桜） - 富山県の天然記念物
- コヒガン（小彼岸・彼岸桜・千本彼岸） - Cerasus ×subhirtella
- コマツオトメ（小松乙女）
- サイホウジザクラ（西法寺桜）
- サクヤヒメ（咲耶姫）
- シキザクラ（四季桜）
- シダレオオクサイザクラ（シダレオオクサエザクラ）
- シダレザクラ（枝垂桜・糸桜） - Cerasus itosakura f. itosakura
- シダレソメイヨシノ（枝垂染井吉野）
- ジュウガツザクラ（十月桜） - Cerasus ×subhirtella ‘Autumnalis’ 一年の間に三月と十月の2回花を咲かす。
- ショウジョウ（猩々）
- ショウワザクラ（昭和桜）
- シラタキザクラ（白滝桜）
- シラタマ（白玉）
- ジンダイアケボノ（神代曙） - Cerasus ×yedoensis ‘Jindai-akebono’
- スルガザクラ（駿河桜）
- センダイヨシノ（仙台吉野）
- ソトオリヒメ（衣通姫）
- ソメイニオイ（染井匂）
- ソメイヨシノ（染井吉野） - Cerasus ×yedoensis ‘Somei-yoshino’
- タカトオコヒガン（高遠小彼岸） - 長野県の天然記念物
- タマナワザクラ (玉縄桜)
- タキノザクラ（滝野桜）
- トモエザクラ（巴桜）
- ハヤザキオオシマ（早咲大島） - ソメイヨシノの交配実験中に生まれた品種。
- フナバラヨシノ（船原吉野）
- ベニシダレ（紅枝垂）
- ベニツルザクラ（紅鶴桜）
- ホザキヒガンヤエザクラ（穂咲彼岸八重桜）
- マイヒメ（舞姫）
- マツマエウスガサネソメイ（松前薄重染井）
- ミカドヨシノ（御帝吉野） - ソメイヨシノの交配実験中に生まれた品種。
- ミシマザクラ（三島桜）
- ミズタマザクラ（水玉桜）
- ミスミオオヒラザクラ（三隅大平桜）
- ミドリヨシノ（緑吉野）
- モニワザクラ（茂庭桜）
- モリオカシダレ（盛岡枝垂） - Cerasus ×yedoensis ‘Morioka-pendula’
- ヤエベニシダレ（八重紅枝垂）
- ヤエベニヒガン（八重紅彼岸）